# Keni Doidoi
Keni Doidoi (26 novembre 1976) è un ex calciatore figiano, di ruolo centrocampista.

## Carriera

### Nazionale
Ha debuttato in Nazionale l'8 aprile 2000, in Figi-Papua Nuova Guinea (5-0), gara in cui ha siglato la rete del definitivo 5-0 al minuto 82. Ha partecipato, con la Nazionale, alla Coppa d'Oceania 2002. Ha collezionato in totale, con la maglia della Nazionale, quattro presenze e una rete.

## Palmarès

### Club

#### Competizioni nazionali
- Campionato figiano di calcio: 10

Ba: 1999, 2001, 2002, 2003, 2004, 2005, 2006, 2008, 2011, 2012
- Campionato interdistrettuale figiano: 5

Ba: 2000, 2003, 2004, 2006, 2007
- Battle of Giants figiana: 7

Ba: 1998, 1999, 2000, 2001, 2006, 2007, 2008, 2009
- Coppa delle Figi: 5

Ba: 1998, 2004, 2005, 2006, 2007
- Champions vs. Champions figiana: 12

Ba: 1998, 1999, 2000, 2001, 2002, 2003, 2004, 2005, 2006, 2008, 2011, 2012